# Natrolit

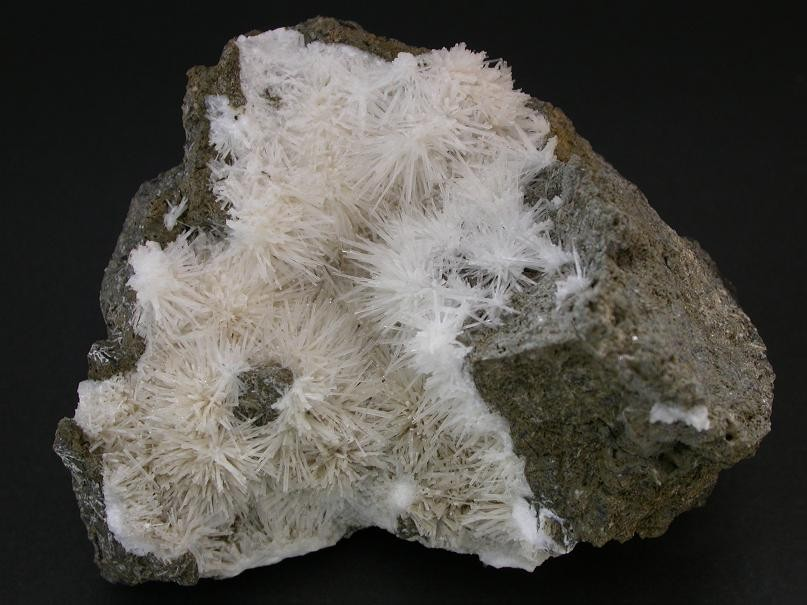
Natrolit (lom Zeilberg, Maroldsweisach, Bavorsko)

Natrolit je typickým zástupcem vodnatých alumosilikátů, které spadají do skupiny zeolitů, mezi něž patří i minerály mezolit a skolecit, se kterými se natrolit hojně vyskytuje a je od nich téměř k nerozeznání.

## Výskyt

### Česká republika

#### České středohoří
Mariánská skála v Ústí nad Labem, Dolní Zálezly - Břidličný vrch, Velké Březno - vrch Kočičí hlava, Těchlovice u Děčína, Soutěsky u Děčína, Dobrná u Děčína, Provodín u České Lípy - vrch Puchavec, Bechlejovice.

#### Ostatní výskyty
Kunětická hora u Pardubic, Praha - Malá Chuchle, Markovice, Staré Ransko, České Hamry u Vejprt, Libodřice.

### Svět
SRN (Hohentwiel, Hammerunterwiesenthal), Itálie, Faerské ostrovy, Island, Kanada (Thetford Mine), USA (New Jersey, Kalifornie) aj.

## Podobné minerály
Zeolity - skolecit, mezolit, thomsonit
Ostatní minerály - aragonit

## Doprovodné minerály
Zeolity - mezolit, thomsonit, chabazit, phillipsit, analcim, skolecit
Ostatní minerály - kalcit, apofylit